# Hypenorhynchus erectilineata
Hypenorhynchus erectilineata är en fjärilsart som beskrevs av Moore 1888. Hypenorhynchus erectilineata ingår i släktet Hypenorhynchus och familjen mätare. Inga underarter finns listade i Catalogue of Life.